# Ceinture volcanique
Pour un article plus général, voir Arc volcanique.
 (mars 2018).
Si vous disposez d'ouvrages ou d'articles de référence ou si vous connaissez des sites web de qualité traitant du thème abordé ici, merci de compléter l'article en donnant les références utiles à sa vérifiabilité et en les liant à la section « Notes et références ».

Carte de la ceinture volcanique de Garibaldi au Canada, un exemple de ceinture volcanique.

Une ceinture volcanique est une vaste région volcanique active apparentée aux arcs volcaniques. Ces zones se forment habituellement le long des frontières des plaques tectoniques.
Les ceintures volcaniques sont similaires à une chaîne de montagnes ou une cordillère, à la différence que les montagnes au sein de la chaîne sont des volcans.